# NGC 3706
NGC 3706 (również PGC 35417) – galaktyka eliptyczna (E-S0), znajdująca się w gwiazdozbiorze Centaura. Odkrył ją John Herschel 1 maja 1834 roku.